# 和田正人
和田 正人（わだ まさと、1979年〈昭和54年〉8月25日 - ）は、日本の俳優、タレント。
高知県土佐郡土佐町出身。所属事務所はワタナベエンターテインメント。同事務所の若手男性俳優集団D-BOYSの最年長メンバー。
妻はタレントの吉木りさ。

## 略歴
幼少期に両親が離婚し、実兄とともに父方に引き取られる。単身赴任をする父親に代わって祖父母に育てられた。
高知県立高知工業高等学校を卒業し日本大学へ進学。大学では陸上競技部に所属し、4年次の2002年の第78回箱根駅伝では復路9区 (23.1 km)を、区間記録第5位（15名中、うち1名は参考記録）の1時間10分52秒で走破した。大学4年時の箱根駅伝時点でのベストタイムは10000mが28分56秒00、ハーフマラソン (21.0975 km) が1時間4分12秒。ハーフマラソンでは大学4年次に香川丸亀国際ハーフマラソンで当時日本ランキング17位となる1時間2分24秒を記録している。
大学卒業後はNECに就職して同社の陸上部に入るが、翌2003年に陸上部が廃部となった。	
その後、俳優の道を志し、2004年7月、『第1回D-BOYSオーディション』に出場。特別賞の受賞により同年10月、D-BOYSに加入。2005年1月、『ミュージカル テニスの王子様』の千石清純役で本格的に俳優デビュー。
芸能界を目指す際、当時の年齢（25歳）では芸能事務所に入ることが難しかったため、書類審査を通過する手段として、エントリー書類においての年齢を22歳に偽って応募し、合格した。芸能界入り後に本人による「マラソンをしていた」との発言や、箱根駅伝の出場者記録に同姓同名の人物がいるなどの情報から、年齢詐称疑惑が広がり、2005年7月に和田本人がファンクラブでのイベントにおいて、詐称の事実を認め涙ながらに謝罪。公式プロフィールも本来の生年に訂正した。以降は、D-BOYSメンバーの最年長者である事を自らネタとし、城田優に「和田正人なんでやねん」という年齢詐称をからかった歌を作詞作曲されたこともある。また、オーディションにおける経歴チェック体制が強化される一因になったことを本人が明らかにしている。
2007年10月、『死化粧師 エンバーマー 間宮心十郎』でテレビドラマ初主演を務める。2008年2月17日、東京マラソン2008に出場。同年8月、『《a》symmetry アシンメトリー』で映画初主演を務める。
2012年4月から6月にBS朝日およびTOKYO MXにて放送された『非公認戦隊アキバレンジャー』にて赤木信夫/アキバレッド役にて主演を務めた。
2015年3月12日、高知県観光特使に就任。
2017年11月22日、タレントの吉木りさと結婚。
2019年10月27日、妻・吉木との間に第1子となる女児が誕生。
2022年10月26日、妻・吉木との間に第2子となる男児が誕生。

## 人物
趣味は、スポーツ全般・ダーツ・カメラ。特技は、マラソン・土佐弁。
漫画『ONE PIECE』をきっかけにキャラクターフィギュアの収集も趣味としている。『非公認戦隊アキバレンジャー』のオーディションでは女性キャラのフィギュアの写真を持ち込んでアピールしたところ合格したという。
憧れのキャラクターとして漫画『シティーハンター』の冴羽獠を挙げており、普段はおちゃらけているが決めるところは決めるという美学にシンパシーを感じると述べている。
自身の経験を生かして、2018年（94回）からNHKのラジオ第1放送「箱根駅伝」に、ゲスト解説として出演している。

## 受賞歴
- 第69回文化庁芸術祭・新人賞（2014年） - Dステ15th『駆けぬける風のように』における演技に対して[15]

## 作品

### CD
赤木信夫（和田正人）名義
- 「非公認戦隊アキバレンジャー オリジナルアルバム エンディング＆にじよめCD」（日本コロムビア）に収録
  - DISC1「明日はアキバの風が吹く」
- 「非公認戦隊アキバレンジャー シーズン痛 主題歌 アキバレンジャー シーズン痛!／スーパー戦隊☆非公認応援歌」に収録
  - トラック2「スーパー戦隊☆非公認応援歌」
- 「非公認戦隊アキバレンジャー シーズン痛 エンディング・アルバム」に収録
  - トラック2,6,7,12,13,15 各楽曲

## 出演
太字は主演作

### テレビドラマ
- moon（2005年8月、関西テレビ） - トモヤ 役
- 上を向いて歩こう〜坂本九物語〜（2005年8月、テレビ東京） - 大島博文 役
- 小悪魔な女になる方法（2005年9月、フジテレビ）
- ザ・ヒットパレード〜芸能界を変えた男・渡辺晋物語〜（2006年5月、フジテレビ） - 山下敬二郎 役
- 不信のとき〜ウーマン・ウォーズ〜（2006年7月 - 9月、フジテレビ） - 野上俊也 役
- だめんず・うぉ〜か〜（2006年10月12日 - 12月7日、テレビ朝日） - 福山一郎 役
- 今週、妻が浮気します（2007年1月16日 - 3月27日、フジテレビ） - 馬場敦 役
- 死化粧師 エンバーマー 間宮心十郎（2007年10月5日 - 12月21日、テレビ東京） - 間宮心十郎 役
- ジュテーム〜わたしはけもの（2008年4月10日 - 5月22日、BSフジ） - 金子達也 役
- ゴンゾウ 伝説の刑事（2008年7月2日 - 9月10日、テレビ朝日） - 上村刑事 役
- ギラギラ 第7話・第8話（2008年11月28日・12月5日、テレビ朝日） - カズマ 役
- 寧々〜おんな太閤記（2009年1月2日、テレビ東京） - 木下勝俊 役
- ザ・クイズショウ（2009年4月 - 6月、日本テレビ） - 竹内昇 役
- オトメン（乙男） 其の伍（2009年9月5日、フジテレビ） - リュウ 役
- インディゴの夜（2010年1月5日 - 4月2日、フジテレビ） - ジョン太 役
- 新参者 第8話（2010年6月6日、TBS） - 清瀬直弘（青年時代 / 回想シーン）
- 宇宙犬作戦 第7話（2010年9月3日、テレビ東京） - ラブア兵 役
- フリーター、家を買う。 第1話（2010年10月19日、フジテレビ） - 川口 役
- 告発〜国選弁護人 第3話（2011年1月27日、テレビ朝日） - 岡本泰之 役
- 土曜ワイド劇場 拘置所の女医（2011年3月5日、テレビ朝日） - 赤峯光 役
- 新・ミナミの帝王4 狙われた町工場（2012年3月17日、関西テレビ、フジテレビ系） - 白川一真 役
- 非公認戦隊アキバレンジャー（2012年4月5日 - 6月29日、BS朝日） - 赤木信夫 / アキバレッド 役
  - 非公認戦隊アキバレンジャー シーズン痛（2013年4月5日 - 6月28日）[13]
- 悪夢ちゃん（2012年10月13日 - 12月22日、日本テレビ） - 山里峰樹 役
  - 悪夢ちゃんスペシャル（2014年5月2日）
- アンフェア ダブル・ミーニング Yes or No?（2013年3月1日、関西テレビ・フジテレビ）
- 連続テレビ小説（NHK）
  - ごちそうさん（2013年9月 - 2014年3月） - 泉源太 役
    - ごちそうさんっていわしたい!（2014年4月19日、NHK BSプレミアム）

  - 虎に翼（2024年8月16日 - 9月25日） - 遠藤時雄 役[16]
- 裁判長っ!おなか空きました! 第19話（2014年3月2日、日本テレビ） - 染谷和宏 役
- ルーズヴェルト・ゲーム（2014年4月27日 - 6月22日、TBS） - 北大路犬彦 役
- ゼロの真実〜監察医・松本真央〜（2014年7月17日 - 9月14日、テレビ朝日） - 富田肇 役
- 天使のナイフ（2015年2月22日 - 3月22日、WOWOW） - 相沢秀樹 役[17]
- 結婚に一番近くて遠い女（2015年3月6日、日本テレビ） - 鈴木祐介 役
- 容疑者は8人の人気芸人（2015年4月18日、フジテレビ） - 二階堂淳刑事 役[18]
- 婚活刑事 第1話（2015年7月2日、読売テレビ） - 福田潤平 役
- 最強のふたり〜京都府警 特別捜査班〜（2015年7月16日 - 9月10日、テレビ朝日） - 大和田良太 役
- 花咲舞が黙ってない 第2シリーズ 第9話（2015年9月3日、日本テレビ） - 堀田真吾 役
- 陰陽師（2015年9月13日、テレビ朝日） - 藤原道長 役
- コウノドリ 第3話・第4話（2015年10月30日・11月6日、TBS） - 田中淳 役
- 月曜ゴールデン 魔性の群像 刑事・森崎慎平3（2015年11月9日、TBS） - 雨宮圭 役
  - 月曜名作劇場 魔性の群像 刑事・森崎慎平5（2019年1月28日）
- 世界はひばりを待っている（2015年12月28日、NHK BSプレミアム） - 栗原完爾 役
- スペシャリスト（2016年1月14日 - 3月17日、テレビ朝日） - 野方希望 役[19]
- 特集ドラマ 喧騒の街、静かな海（2016年7月18日、NHK） - 青木晴也 役
- 家売るオンナ 第8話（2016年8月31日、日本テレビ） - 津田順 役
- 地味にスゴイ! 校閲ガール・河野悦子（2016年10月5日 - 12月7日、日本テレビ） - 米岡光男 役
  - 地味にスゴイ!DX 校閲ガール・河野悦子（2017年9月20日）
- 孤独のグルメ Season5 特別編（2017年1月2日、テレビ東京） - テキサス・店長 役
- 大河ドラマ（NHK） 
  - おんな城主 直虎（2017年1月 - 12月） - 松下常慶 役
  - いだてん〜東京オリムピック噺〜 第35話・第36話（2019年9月15日・22日） - 山本照 役
- マッサージ探偵ジョー（2017年4月8日 - 7月1日、テレビ東京） - 加藤虎雄（タイガー） 役
- 立花登青春手控え2 第4話（2017年4月28日、NHK BSプレミアム） - 源次 役
- 検証捜査（2017年7月5日、テレビ東京） - 天野大 役
- 黒革の手帖（2017年7月20日 - 9月14日、テレビ朝日） - 牧野店長 役
- 時代をつくった男 阿久悠物語（2017年8月26日、日本テレビ） - 吉金章 役
- ウチの夫は仕事ができない 第8話（2017年9月2日、日本テレビ） - 高杉翔太 役
- マザーズ2017 野宿の妊婦（2017年10月14日、メ〜テレ） - 野々垣俊 役
- 陸王（2017年10月15日 - 12月24日、TBS） - 平瀬孝夫 役
- 東野圭吾「片想い」（2017年10月21日 - 11月25日、WOWOW） - 須貝誠 役
- 都庁爆破!（2018年1月2日、TBS） - 海老原実 役
- デッドフレイ 〜青い殺意〜（2018年3月23日、NHK） - 石井篤史 役
- 黒井戸殺し（2018年4月14日、フジテレビ） - 復員服の男（茶川健造） 役
- Missデビル 人事の悪魔・椿眞子（2018年4月14日 - 6月16日、日本テレビ） - 沖津周平 役
- ラストチャンス 再生請負人（2018年7月16日 - 9月6日、テレビ東京） - 佐伯隆一  役[20]
- トレース〜科捜研の男〜 第9話（2019年3月4日、フジテレビ） - 富樫康太 役
- 浮世の画家（2019年3月24日、NHK BS8K / 3月30日、NHK総合） - 村上素一 役
- やじ×きた 元祖・東海道中膝栗毛（2019年4月6日 - 6月22日、BSテレ東） - 喜多八 役[21]（※ 松尾諭とのダブル主演）
- プリンセス美智子さま物語 知られざる愛と苦悩の軌跡（2019年4月30日、フジテレビ） - 森富之 役
- スカム（2019年7月1日 - 8月26日、MBS / 7月3日 - 8月28日、TBS） - 毒川馨 役
- 湊かなえ ポイズンドーター・ホーリーマザー 第1話・第4話（2019年7月6日・27日、WOWOW） - 郷賢 役
- リーガル・ハート 〜いのちの再建弁護士〜 第5話（2019年8月19日、テレビ東京） - 立木健 役
- 特命刑事 カクホの女2 第1話（2019年10月18日、テレビ東京） - 蒼井幸雄 役[22]
- シャーロック 第6話（2019年11月11日、フジテレビ） - 宇井宗司 役[23]
  - シャーロック 特別編（2019年12月23日）
- 教場（フジテレビ） - 須賀太一 役[24]
  - 教場（2020年1月4日・5日）
  - 教場II（2021年1月3日・4日）
  - 風間公親-教場0- 第1話（2023年4月10日）
- シロでもクロでもない世界で、パンダは笑う。 第1話（2020年1月12日、読売テレビ・日本テレビ系） - 江本達郎 役[25]
- LINEの答えあわせ〜男と女の勘違い〜 （2020年2月2日 - 4月5日、読売テレビほか） - 岩佐晃 役[26]
- 捜査会議はリビングで おかわり!（2020年2月2日 - 3月22日、NHK BSプレミアム） - 尾形司 役
- パレートの誤算 〜ケースワーカー殺人事件（2020年3月7日 - 4月4日、WOWOW） - 山川亨 役[27]
- 絶メシロード 第8話（2020年3月14日、テレビ東京） - 佐山 役
- 彼女が成仏できない理由（2020年9月12日 - 10月17日、NHK総合） - 中路圭一 役[28]
- 一億円のさようなら（2020年9月27日 - 11月15日、NHK BSプレミアム・BS4K） - 兵藤隼人 役[29]
- 光秀のスマホ（2020年10月12日 - 28日、NHK総合） - 羽柴秀吉 役[30]
  - 光秀のスマホ 歳末の陣（2020年12月25日）[31]
- ドラマスペシャル「オレの寿司物語」（2020年11月21日、テレビ大阪） - 西岡卓哉 役
- ライオンのおやつ（2021年6月27日 - 8月15日、NHK BSプレミアム） - 粟鳥洲友彦 役[32][33]
- サ道2021 第8話（2021年8月28日、テレビ東京） - 猪又 役
- 正月時代劇 幕末相棒伝（2022年1月3日、NHK総合・NHK BS4K） - 中岡慎太郎 役[34]
- 探偵が早すぎる～春のトリック返し祭り～（2022年4月14日 - 6月16日、読売テレビ・日本テレビ） - 美津山二郎 役[35]
- 純愛ディソナンス（2022年7月14日 - 9月22日、フジテレビ） - 碓井北都 役[36]
- スパイめし〜異国グルメ潜入記〜（2022年11月27日 - 2023年12月9日、チャンネルNECO） - 中条忍 役[37]
- ワタシってサバサバしてるから（2023年1月9日 - 2月9日、NHK総合） - 滝川守 役
- 信長のスマホ（2023年2月7日 - 2月17日、NHK総合）- 羽柴秀吉 役
- キッチン革命 第1夜（2023年3月25日、テレビ朝日） - 熊井 役[38]
- デフ・ヴォイス 法廷の手話通訳士（2023年12月16日 - 23日、NHK総合） - 米原智人 役
- 院内警察 第6話（2024年2月16日、フジテレビ） - 浅田大樹 役
- 特捜9 season7 第5話（2024年5月1日、テレビ朝日） - 江田陽一 役[39]
- 霊験お初〜震える岩〜（2024年5月4日、テレビ朝日） - 吉田沢衛門兼貞 役[40]
- 笑うマトリョーシカ（2024年6月28日 - 9月6日、TBS） - 旗手健太郎 役[41][42]
- 雲霧仁左衛門ファイナル（2025年1月5日 - 2月20日、NHK BS・NHK BSプレミアム4K） - 武村玄信 役[43]
- PJ 〜航空救難団〜（2025年4月24日 - 6月19日、テレビ朝日） - 上杉幸三 役[44]
- ロンダリング（2025年7月4日 - 、関西テレビ・フジテレビ） - 灰田徹 役[45]
- 夜の道標 -ある容疑者を巡る記録（2025年9月14日〈予定〉 - 、WOWOW） - 井筒勲 役[46]

### 映画
- 実写版 テニスの王子様（2006年） - 遠山金太郎 役
- 《a》symmetry アシンメトリー（2008年8月） - 雨宮北斗 役 （※荒木宏文とのダブル主演）
- ジュテーム〜わたしはけもの（2008年11月） - 金子達也 役
- 鴨川ホルモー（2009年4月） - 清森平 役
- センチメンタルヤスコ（2012年） - 弓永聡 役
- 綱引いちゃった!（2012年11月） - ペットショップ店員 役
- 悪夢ちゃん The 夢ovie（2014年5月3日） - 山里峰樹 役
- 起終点駅 ターミナル（2015年11月7日） - 森山卓士 役
- 14の夜（2016年12月） - 前田 役[47]
- 花戦さ（2017年6月） - 池坊専武 役[48]
- 関ヶ原（2017年8月） - 黒田長政 役[49]
- 空母いぶき（2019年5月） - 岡部隼也 役[50]
- 劇場版 ファイナルファンタジーXIV 光のお父さん（2019年6月） - 中島秀隆 役
- Fukushima 50（2020年3月） - 本田彬 役[51]
- 大河への道（2022年5月20日） - 伊能忠敬の測量隊 役[52]
- 海岸通りのネコミミ探偵（2022年12月2日） - 猿岡浩介 役
- レジェンド&バタフライ（2023年1月27日） - 前田犬千代 / 前田利家 役
- Winny（2023年3月10日）[53]
- オレンジ・ランプ（2023年6月30日） - 只野晃一 役（※ 貫地谷しほりとのダブル主演）[54]
- シサㇺ（2024年9月13日） - 善助 役[55][56]
- くすぶりの狂騒曲（2024年12月13日） - 大波康平 役（※ 駒木根隆介とのダブル主演）[57]
- 大きな玉ねぎの下で（2025年2月7日） - 望月 役[58][59]

### 配信ドラマ
- 地味にスゴイ! 校閲ガール・河野悦子…がいない水曜日（2016年11月30日 - 12月14日、Hulu） - 米岡光男 役（※江口のりことダブル主演）
- 君と世界が終わる日に Season3（2022年2月25日 - 、Hulu） - 梶浦哲夫 役[60]
- 人生あいつでやり直すことにした。（2022年、YouTube） - 北原哲也 役
- REAL 恋愛殺人捜査班 第5話・第6話（2024年7月26日・8月2日 - 、FOD） - 刈谷義春 役[61]
- 透明なわたしたち（2024年9月16日 - 10月21日、ABEMA） - 齋藤光一 役[62]

### バラエティ
- 音楽戦士 MUSIC FIGHTER（2005年10月 - 2006年3月、日本テレビ） - 青木専属イケメンアシスタント
- DD-BOYS（2006年4月 - 9月、テレビ朝日）
- ザ・ベストハウス123（2010年2月 - 2012年3月、フジテレビ） - 準レギュラー
- TV・局中法度!（2012年10月 - 2013年3月、テレビ神奈川・千葉テレビ放送・テレビ埼玉・サンテレビジョン） - 準レギュラー（土佐弁の入隊志願者・「戦国寿司」のノブ役など）
- Run for money 逃走中（2014年9月28日、2014年10月5日、2020年1月5日）

### 舞台
- ミュージカル「テニスの王子様」 - 千石清純 役
  - in winter 2004-2005 side 山吹 feat. 聖ルドルフ学院（2005年1月）
  - コンサート Dream Live 2nd（2005年5月）
  - The Imperial Match 氷帝学園（2005年8月）
  - The Imperial Match 氷帝学園 in winter 2005-2006（2005年12月 - 2006年1月）
  - コンサート Dream Live 4th（2007年3月）
- 夢の小箱にリボンをかけて（2005年4月）
- プリーズ★ミー（2005年8月）
- MAISON De ATLANTIS（2005年9月）
- NOW LOADING（2005年11月）
- tatsuya-最愛なる者の側へ-（2006年2月 - 3月）
- OUT OF ORDER〜偉人伝心〜（2007年3月）
- D-BOYS STAGE/Dステ
  - D-BOYS STAGE vol.1「完売御礼」（2007年6月）
  - D-BOYS STAGE vol.2「ラストゲーム〜最後の早慶戦〜」（2008年6月） - 平岡 役
  - D-BOYS STAGE vol.3「鴉〜KARASU〜 10」（2009年10月）
  - D-BOYS STAGE 2010 trial-1「NOW LOADING」（2010年4月 - 5月） - 星野 役
  - D-BOYS STAGE 2011「ヴェニスの商人」（2011年4月 - 5月） - アントーニオ 役
  - Dステ 13th「チョンガンネ 〜おいしい人生お届けします〜」（2013年4月 - 5月） - テソン 役
  - Dステ 15th「駆けぬける風のように」（2014年10月 - 11月） - 立川迅助 役
- ミュージカル ザ・ヒットパレード〜ショウと私を愛した夫（2007年7月）
- 燻し銀河（2008年3月）
- 風が強く吹いている（2009年1月 - 2月） - 蔵原走 役
- つかこうへい追悼公演「新・幕末純情伝」（2011年9月）
  - つかこうへい三回忌特別公演「新・幕末純情伝」（2012年7月）
- ザ・ベストハウス123 on Stage!! 〜おかしな おかしな探偵物語!…は、コレだ!!〜（2012年6月）
- こまつ座 第108回公演「小林一茶」（2015年4月） - 主演・小林一茶 役
- シアターコクーンオンレパートリー2017「世界」（2017年1月）
- 光より前に〜夜明けの走者たち〜（2018年11月 - 12月） - 畠野洋夫 役[63]
- ピサロ（2020年3月 - 4月）
- 二兎社『ザ・空気 ver.3』（2021年1月 - 2月）
- 橋からの眺め（2023年）
- Bunkamura Production 2025「泣くロミオと怒るジュリエット2025」（2025年7月 - 8月）[64]

### ラジオ
- D-RADIO BOYS featuring D-BOYS（2007年10月 - 、bay-fm）
- 和田正人・五十嵐隼士のオールナイトニッポン0（ZERO）（2012年4月2日 - 2013年3月25日、ニッポン放送）
- 和田正人のオールナイトニッポン0（ZERO）（2014年11月3日、ニッポン放送）
- 非公認戦隊アキバレンジャー 公認WEBラジオ（仮）（2012年7月 - 11月、アニメイトTV）
- 東京箱根間往復大学駅伝競走（2018年1月2日 - 、NHK第1放送）※ゲスト解説

### ラジオドラマ
- 戦後70年特別ラジオドラマ『南号作戦 最後の輸送船 東城丸』（2015年11月8日、ABCラジオ） - 東城丸三等航海士 浦島健太 役（※波岡一喜とのダブル主演）[65]
- FMシアター（NHK-FM）
  - 「ほかの誰でもないアヤコ」（2016年9月17日） - 死神の使い 役[66]
  - 「僕の光」（2018年9月8日） - 敦 役[67]
  - 「ほぞ」（2020年7月11日） - 基一 役[68]
  - 「逆さ首」（2024年3月30日）[69]

### 書籍
- 非公認戦隊アキバレンジャー 非公式ヴィジュアルブック(仮)（2012年6月）
- 非公認戦隊アキバレンジャー公認ガイド アキバ秘宝館（2012年7月）
- 非公認戦隊アキバレンジャー非公式読本 AKIBA MIRACLE DELUSION）（2012年7月）
- 宇宙船別冊 非公認戦隊アキバレンジャー シーズン痛 痛これくしょん（2013年7月）
- 非公認戦隊アキバレンジャー シーズン痛まとめ本 非公認戦隊アキバレンジャー（2013年7月）